# Sword of Sherwood Forest
Sword of Sherwood Forest is een Britse avonturen film uit 1960 van Terence Fisher voor Hammer Film Productions. Richard Greene keerde terug in zijn rol van Robin Hood, die hij al speelde in de The Adventures of Robin Hood voor tv van 1955 tot 1959. De film mag gezien worden als afsluitingsfilm van de televisieserie.

## Verhaal
De sheriff van Nottingham maakt plannen om het landgoed van Bortrey in te lijven. Het domein behoorde aan een edelman die overleed tijdens de Derde Kruistocht. Hubert Walter, de aartsbisschop van Canterbury is echter tegen deze plannen en de sheriff wil hem laten vermoorden. Robin Hood wordt gevraagd door de assistenten van de sheriff, de graaf van Newark en heer Melton, om de aartsbisschop om het leven te brengen. Nadat Robin Hood ontdekt wat het uiteindelijk doel is, kiest hij de kant van de aartsbisschop.
Maid Marian wil op hetzelfde moment ook de aartsbisschop ontmoeten, om zo een gunst te vragen aan de bisschop, om voor de vrijheid van een man te pleiten, die door de mannen van de Sheriff gevangen is genomen.

## Rolverdeling
| Acteur          | Personage              |
| --------------- | ---------------------- |
| Richard Greene  | Robin Hood             |
| Sarah Branch    | Maid Marian            |
| Peter Cushing   | Sheriff van Nottingham |
| Richard Pasco   | Graaf van Newark       |
| Nigel Green     | Little John            |
| Niall MacGinnis | Friar Tuck             |
| Oliver Reed     | Lord Melton            |

## Achtergrond
De film werd opgenomen in Bray, waar de Ardmore studios staan. De rest werd deels in de korte omgeving van de County Wicklow, Ierland opgenomen.
In Frankrijk werd de film in 1961 nagesynchroniseerd in het Frans en werd het een groot succes in de bioscopen met in totaal 1.220.879 bezoekers.